# Grand-Hornu

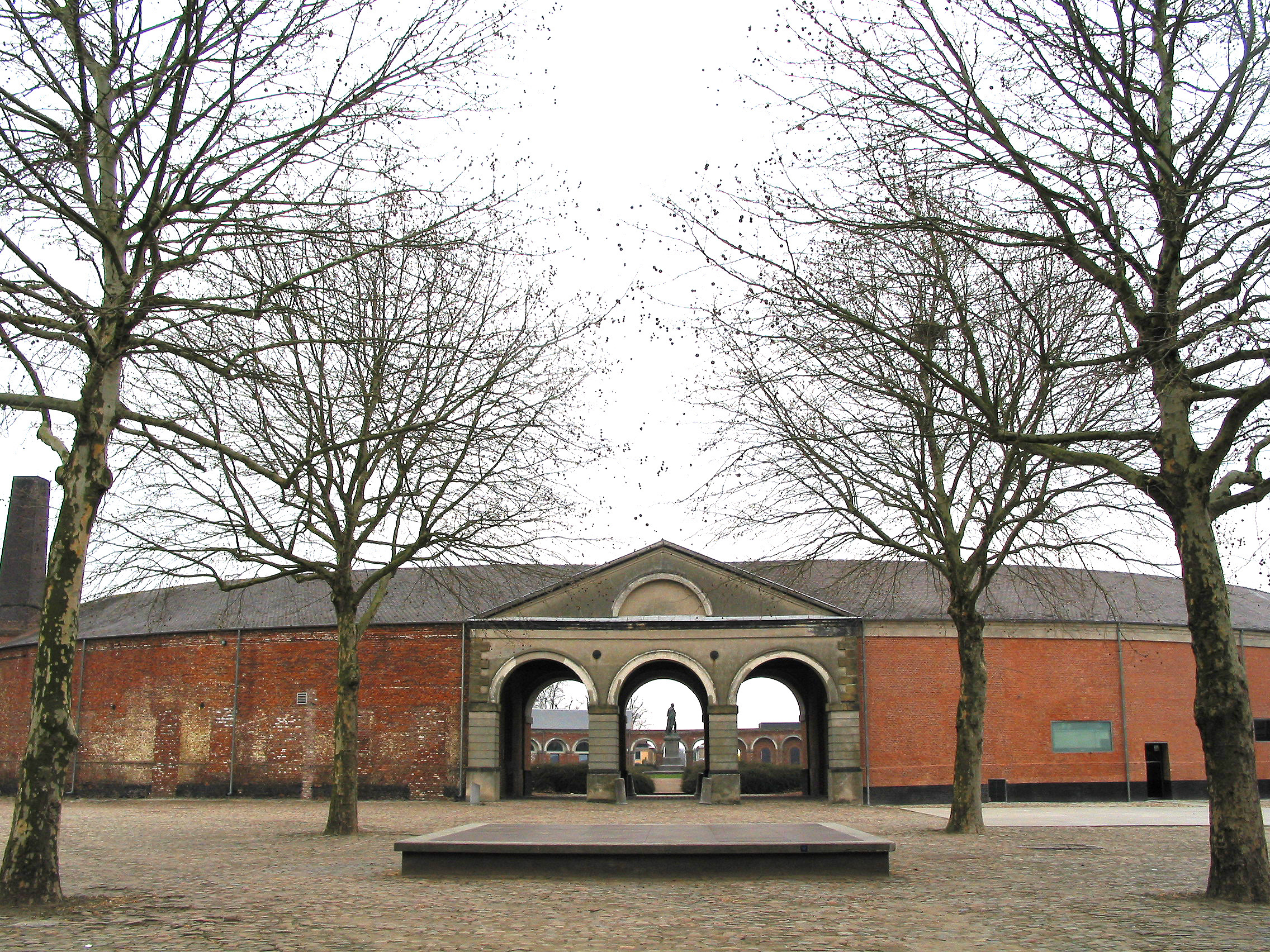
Il monumentale portico neoclassico che dà accesso al secondo cortile interno del complesso industriale denominato "Grand-Hornu" costruito da Henri De Gorge tra il 1810 e il 1830, su progetto dell'architetto Bruno Renard.

Il Grand-Hornu è un antico complesso industriale per l'estrazione del carbone, situato nella provincia belga dell'Hainaut, a poca distanza da Mons e Valenciennes. Rappresentativo della Rivoluzione Industriale, il complesso del Grand-Hornu è costruito in stile neoclassico e comprende una delle più antiche città della classe operaia. Inserito nel 2012 dall'UNESCO nella lista dei Patrimoni Mondiali dell'umanità, fa parte, insieme a Bois-du-Luc, Bois du Cazier e Blegny-Mine, dei principali siti minerari della Vallonia.

## Storia

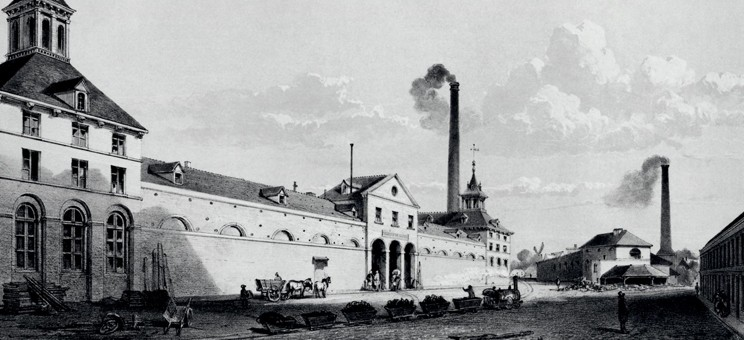
La miniera di carbone in funzione.

Nella regione del Borinage, l'estrazione del carbone ebbe inizio durante il Medio Evo. I cercatori di carbone, con pale, picconi e ceste seguivano lo strato che trovavano sotto i piedi. Durante l'Ottocento si ebbe la vera e propria estrazione del carbone attraverso la costruzione di pozzi per far scendere gli operai.
Nel 1778, Sébastien Charles Godonnesche, un agricoltore dei sobborghi di Valenciennes, ottenne dall'abbazia di Saint-Ghislain, con altri due abitanti del Borinage, il diritto di sfruttare i giacimenti di carbone presenti nel sito. Nel 1810, la vedova Godonnesche vendette la miniera a Henri De Gorge.
Nato nel 1774 a Orsinval, nel nord della Francia, De Gorge era il primogenito di una facoltosa famiglia di agricoltori. La sua ricchezza gli consentì di formarsi presso il collegio laico di Quesnoy; in seguito, si distinse come addetto alle forniture militari nell'esercito di Napoleone. Il matrimonio nel 1800 con Eugénie Legrand, figlia di un grossista di Lille, gli permise di acquisire nel 1810 la concessione mineraria del Grand-Hornu, il cui sito era considerato difficile perché l'acqua scorreva sistematicamente nelle aperture.
Nel 1811 Henri De Gorge aveva solo 90 operai e un ricavo lordo di 80.486 franchi. Si dichiarò in perdita, chiese un prestito di 150.000 franchi presso le banche di Mons e intraprese nuove ricerche sulle strutture geologiche della sua concessione, scavando altri pozzi nella parte meridionale. Dopo diversi tentativi falliti, che rischiarono di condurlo alla bancarotta, scoprì una vena di ottima qualità e nel 1814 riuscì a prosciugare le opere minerarie. Aiutato dai fratelli, a partire dal 1816 iniziò a ottenere risultati che compensarono i suoi sforzi. Nel 1818, il suo investimento risultò coperto e il suo prestito interamente rimborsato.
Nell'arco di alcuni anni, De Gorge riuscì a fare del Grand-Hornu una delle più importanti miniere del bacino di Mons. Questo percorso eccezionale si deve alla sua determinazione e al rischio assunto nell'acquistare un sito apparentemente senza avvenire per cercare vene più importanti e produttive. Nel 1830, De Gorge disponeva di otto macchine a vapore, produceva più di 150.000 tonnellate di carbone e impiegava più di 2000 operai per i quali aveva costruito la "cité". Il suo apporto iniziale era stato poco superiore a 200.000 franchi ma alla sua morte, nel 1832, il suo patrimonio superava i 2,5 milioni di franchi.

## La città operaia del Grand-Hornu

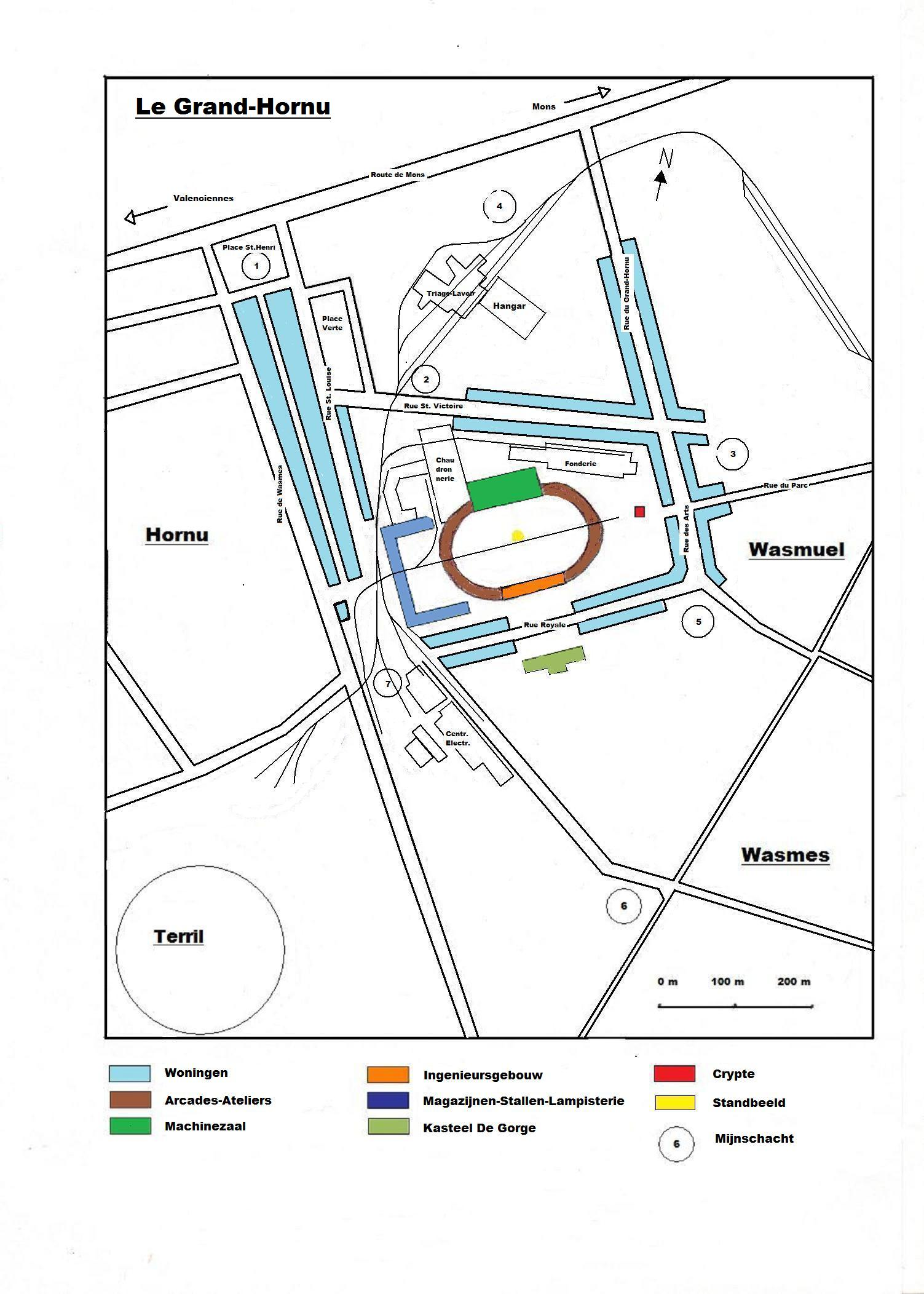
Planimetria Grand-Hornu 1920

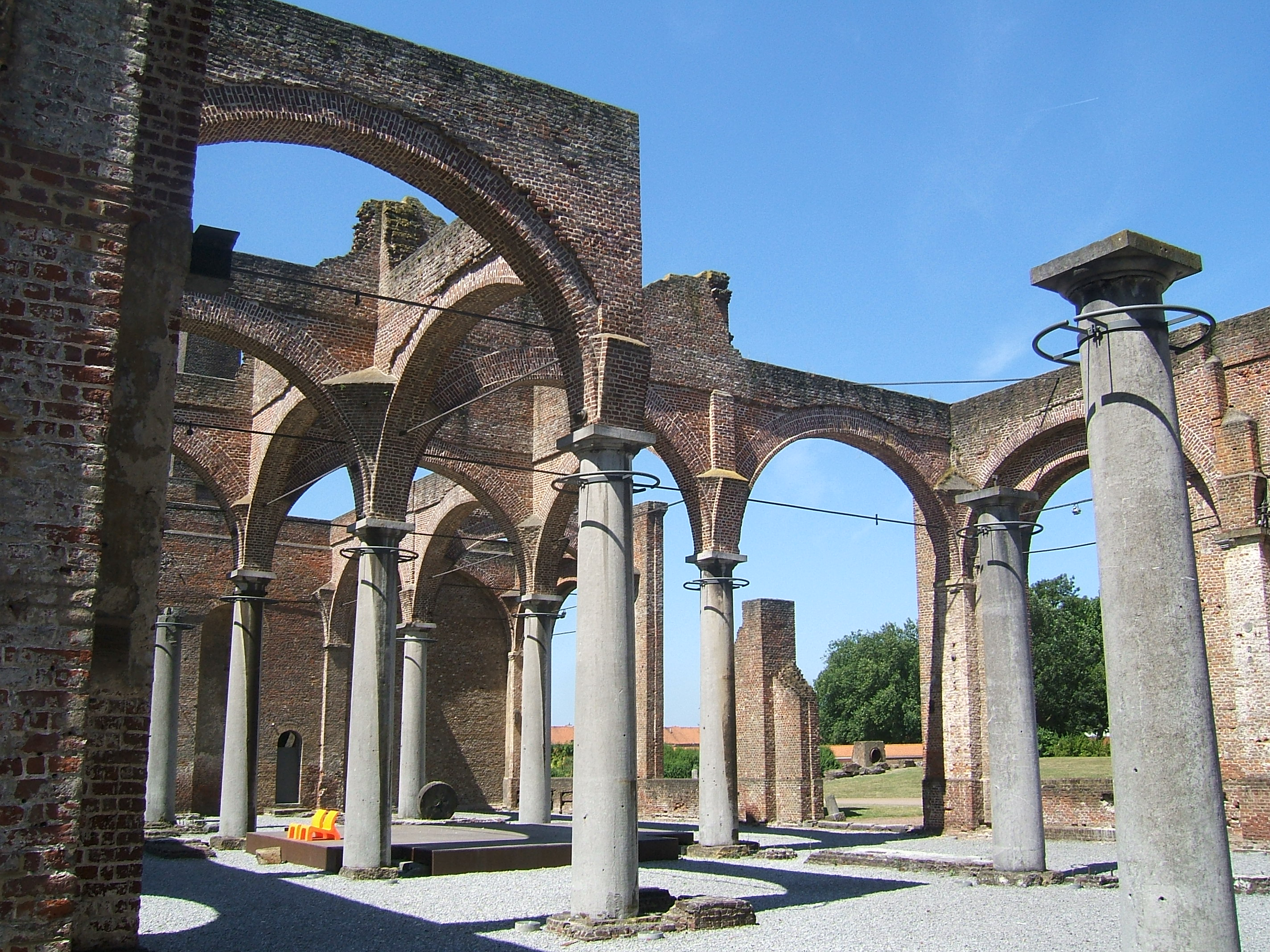
La sala macchine del Grand-Hornu

Henri De Gorge decise di sviluppare un grande progetto di città operaia, affidando nel 1816 i lavori all'architetto Francois Obin, il quale costruì la struttura per gli uffici chiamata ” casa degli ingegneri”, progettò le prime case e definì il tracciato stradale.
Dopo la morte di Obin, avvenuta nel 1825, i lavori furono rilevati dall'architetto Bruno Renard, che  articolò il progetto intorno alle due figure dell'elisse e del trapezio, che costituiranno la struttura caratterizzante dell'intero impianto. L'elisse reca nei lati lunghi le officine della lavorazione industriale e nei lati curvilinei un portico con archi a pieno centro che richiamano il palazzo Te di Giulio Romano a Mantova. La parte industriale prosegue con un corpo di fabbrica a "U" che abbraccia uno dei due lati curvilinei del portico. Al centro del cortile ovale sarà collocata, nel 1855, la statua di Henri De Gorge.
Henri De Gorge realizzò una città (cité) modello, vantaggiosa per lui e per i suoi operai. La città, tuttora abitata, comprendeva 425 case con acqua calda e un giardino, allineate lungo strade larghe 12 metri, un ospedale, una scuola, un salone per le feste, una biblioteca, spazi verdi, luoghi pubblici e strade che conducevano ai vari pozzi. All'interno del complesso nacquero anche attività commerciali che appartenevano a De Gorge. Nella parte industriale del Grand-Hornu furono previsti laboratori metalmeccanici e locali per la fusione di ferro e rame.
Henri De Gorge inventò nuove tecniche di estrazione, lavorando con macchine a vapore all'avanguardia. La macchina a vapore permetteva, oltre la discesa in miniera con le funi, anche l'uso delle pompe per prosciugare le acque sotterranee della miniera. La produzione del Grand-Hornu non si limitò poi all'attività estrattiva ma si integrò con la lavorazione del ferro e la costruzione di macchinari. Nel 1830 Henri De Gorge fece costruire la prima ferrovia del Belgio, in un tratto che andava dalle miniere al canale di Mons a Condè. I vagoni erano trainati da cavalli e, per impedire furti, il tratto fu presidiato dalla polizia.
Monumentalmente neoclassica, Grand-Hornu è per molti aspetti un'opera esemplare della concezione industriale dell'urbanistica e della vita stessa nella prima metà dell'Ottocento: un trapezio di 425 case operaie racchiude la fabbrica, di forma ovale, collocata al centro, integrando vita-lavoro e residenza-industria. L'attività della miniera continuò fino al secondo dopo guerra per poi essere abbandonata.

## Statua in memoria di Henri De Gorge

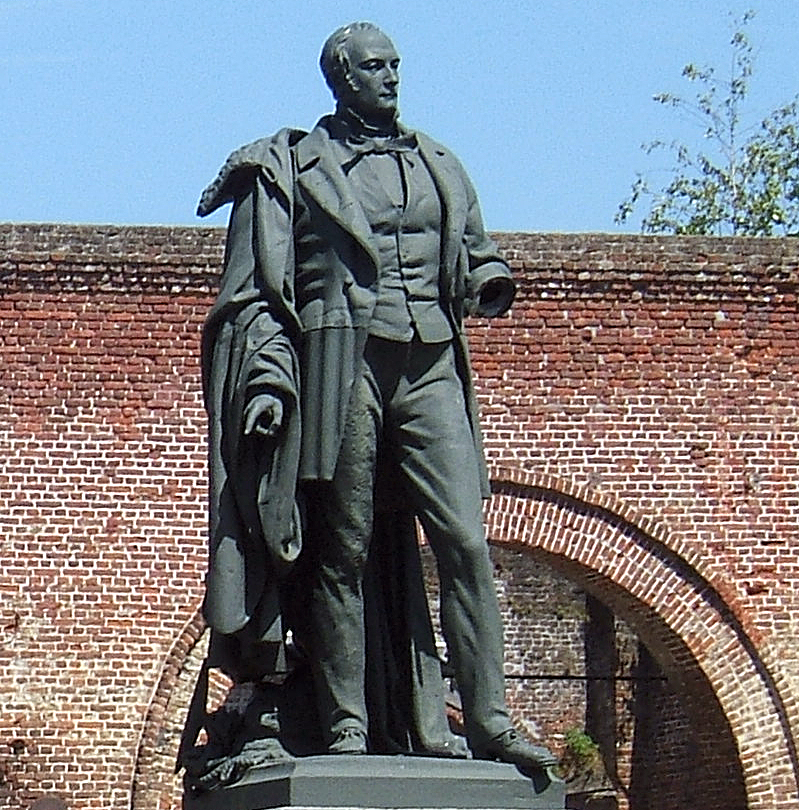
Statua di Henri De Gorge nel cortile ovale.

Anche dopo la sua morte la vedova e i suoi eredi riuscirono comunque a portare avanti e a completare l'opera di De Gorge. In sua memoria, gli eredi elevarono al centro del grande cortile ellittico una statua in bronzo che rappresenta Henri De Gorge, che tiene nella mano sinistra un progetto arrotolato. Ai suoi piedi si trovano diversi attrezzi dell'industria mineraria (corda, piccone). Probabilmente è la prima statua eretta in Vallonia in onore di un capo industriale. Fu realizzata da Egide Mélot (1816-1885), allievo della Scuola di Anversa. Sui quattro lati del piedistallo si trovano le seguenti iscrizioni:
" H-J. DE GORGE
FONDATEUR
1810 " (Fronte).
" NÉ À VILLERS-POL
LE 12 FÉVRIER
1774 " (Lato destro)
" DÉCÉDÉ À HORNU
LE 22 AOÛT
1832 " (Lato sinistro).
" HOMMAGE
PAR
SES SUCCESSEURS
1855 " (Retro).

## Il Grand-Hornu dopo la fine dell'attività

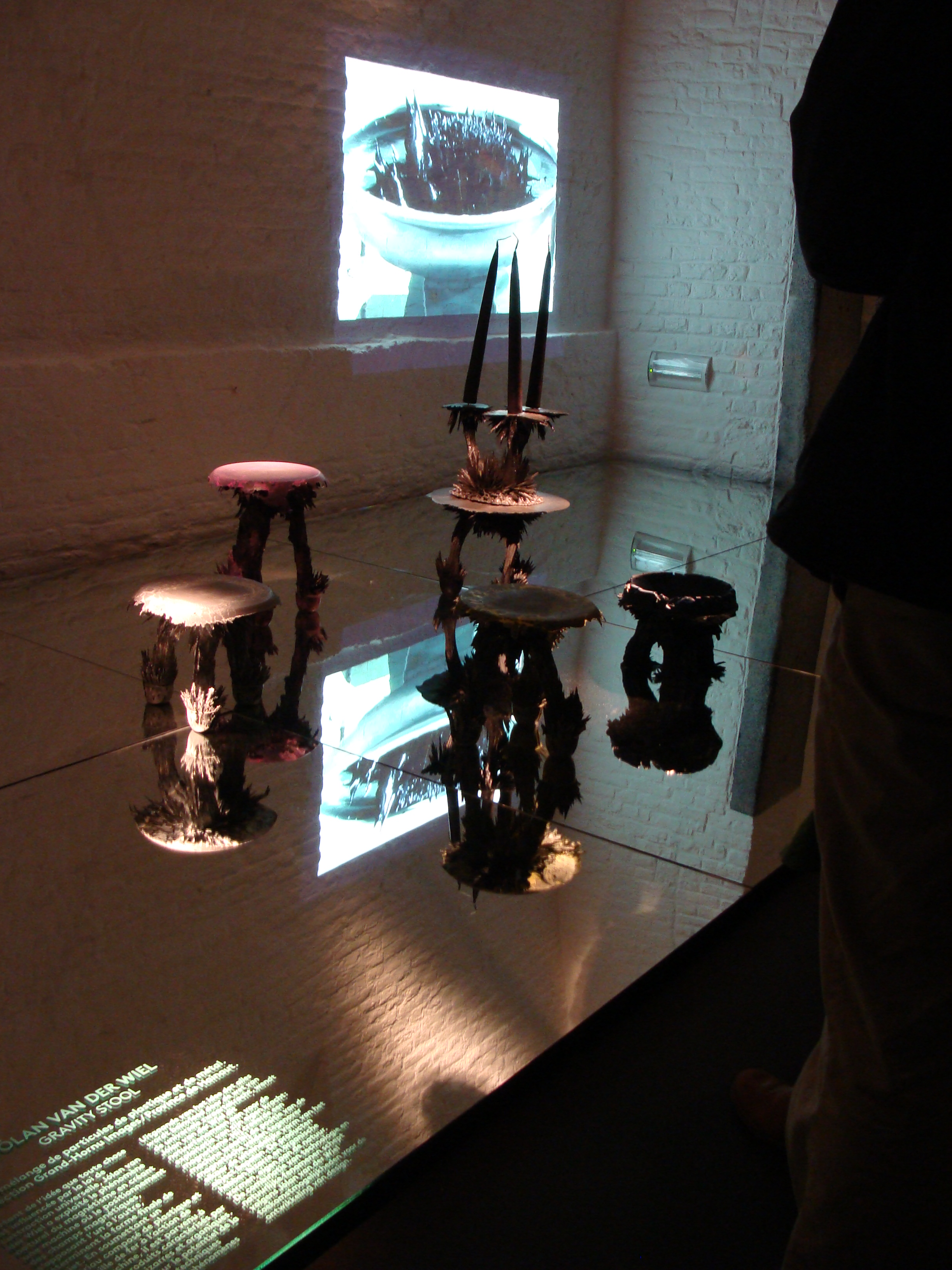
Mostra "Space Oddity, Design Fiction" Museo delle Arti Contemporanee
Grand-Hornu, Hornu, Mons, Belgium

Quando nel 1954 fu firmato il trattato minerario che istituì la Comunità europea del carbone e dell'acciaio (CECA), al fine di razionalizzare la produzione, le attività industriali del Grand-Hornu cessarono e il sito fu abbandonato. Quando alla fine degli anni sessanta una manciata di appassionati del patrimonio fece una campagna per salvare il Grand-Hornu, il sito non era altro che l'ombra di sé stesso.
Nel 1971, l'architetto Henri Guchez acquistò il sito e s'impegnò ad assicurarne la salvezza. Iniziò una prima fase di ristrutturazione degli edifici e vi stabilì la sua azienda.
Nel 1989, la provincia dell'Hainaut iniziò la seconda fase dei lavori di ristrutturazione dopo aver acquistato il sito. L'ASBL Grand-Hornu images creata nel 1984 vi ha poi stabilito i suoi uffici e ha perseguito tre obiettivi: patrimonio, turismo e cultura.
All'inizio degli anni novanta, la decisione della comunità francese di istituire il suo futuro Museo di Arti Contemporanee a Hornu garantì il completamento della ristrutturazione del Grand-Hornu. Nel 2002 il sito diventa la nuova sede del MAC, il Museo di Arte Contemporanea.
Nel 2012 il sito è stato dichiarato Patrimonio dell'Umanità dall'UNESCO e dal 2014 accoglie nei suoi edifici la nuova sede del CID, Centro di Innovazione e Design.